# Janice Kawaye
Janice Hiromi Kawaye (4. april 1970) er en amerikansk stemmeskuespiller født i Los Angeles Californien.